# ずっと君と…
「ずっと君と…」（ずっときみと）は、INFINITY16の9作目のシングル。2011年9月28日にFar Eastern Tribe Recordsから発売された。

## 収録曲
1. ずっと君と… welcomez TEE & hiroko from mihimaru GT
  - 作詞：TELA-C　作曲：Kenichi Kitsui・TELA-C　編曲：Kenichi Kitsui
2. BOUNCE welcomez IAKOPO
  - 作詞・作曲：TELA-C・IAKOPO　編曲：Kenichi Kitsui
3. ずっと君と… [inst]
4. BOUNCE [inst]